# Phillips (Nebraska)
Phillips es una villa situada en el condado de Hamilton, Nebraska, Estados Unidos. Tiene una población estimada, a mediados de 2023, de 327 habitantes.

## Geografía
La localidad está ubicada en las coordenadas 40°53′52″N 98°12′53″O / 40.89778, -98.21472. Según la Oficina del Censo, tiene una superficie de 0.76 km², correspondientes en su totalidad a tierra firme.

## Demografía
Según el censo de 2020, en ese momento había 320 personas residiendo en la localidad. La densidad de población era de 430.26 hab./km². El 91.88% de los habitantes eran blancos, el 1.88% eran amerindios, el 1.56% eran de otras razas y el 4.69% eran de una mezcla de razas. Del total de la población, el 5.31% eran hispanos o latinos de cualquier raza.